# 江西全唇苣苔
江西全唇苣苔（学名：Deinocheilos jiangxiense）为苦苣苔科全唇苣苔属下的一个种。